# Nieftianaja
Nieftianaja (ros. Нефтяная) – stanica w Rosji, w Kraju Krasnodarskim, w rejonie apszerońskim. W 2010 liczyła 2065 mieszkańców.